# کالج سامرویل، آکسفورد
کالج سامرویل (انگلیسی: Somerville College, Oxford)، یکی از کالج‌های دانشگاه آکسفورد انگلستان است که در سال ۱۸۷۹ به نام سامرویل هال؛ یکی از دو نخستین کالج زنانه آن تأسیس شد. از جملهٔ فارغ‌التحصیلان آن مارگارت تاچر، ایندیرا گاندی، دوروتی هاجکین، آیریس مرداک، ورا بریتین و دوروتی ال سایرز بوده‌اند. پذیرفتن مردان در سال ۱۹۹۴ آغاز شد.کتابخانه کالج سامرویل یکی از بزرگترین کتابخانه‌های کالج آکسفورد است که به دلیل معماری متنوع معروف است. لحن لیبرال آن از ابتدای تأسیس آن توسط لیبرال‌های سوسیال به عنوان اولین کالج غیرمذهبی آکسفورد بر پا خاسته‌است، برخلاف کالج «لیدی مارگارت هال» انگلیکان آکسفورد؛ کالج دیگر زنان که در آن سال افتتاح شد. در سال ۱۹۶۴، این اولین موسسه‌ای بود که قفل کردن در شب را که برای منع دیر ماندن دانش آموزان بود متوقف کرد. No gowns are worn at Formal Halls. >